# Johannes Hendrik Langer
Johannes Hendrik Langer, auch Johannes Langer, (* 1985 in Kiel) ist ein deutscher Schauspieler.

## Leben
Johannes Hendrik Langer stammt aus Norddeutschland. Als Jugendlicher spielte er bereits am Ohnsorg-Theater in Hamburg. Von August 2005 bis September 2008 machte er seine Schauspielausbildung an der Schule für Schauspiel Hamburg, die er mit der Bühnenreifeprüfung abschloss. Schauspiel- und Theaterworkshops besuchte er bei Marie Bäumer (2007) und bei dem Theaterregisseur Thomas Ostermeier an der Schaubühne Berlin.
Nach Abschluss seines Schauspielstudiums gastierte er an verschiedenen Hamburger Theatern. Im Dezember 2008 spielte er in der Komödie Winterhuder Fährhaus in Hamburg in dem Kinderstück Der Wunschpunsch nach dem Kinderbuch „Der satanarchäolügenialkohöllische Wunschpunsch“ von Michael Ende. 2009 gastierte er bei den Schlossfestspielen Mondsee als Claudio in Viel Lärm um nichts.
Seit 2009 ist er festes Ensemblemitglied am Theater an der Parkaue – Junges Staatstheater Berlin. Dort spielte er zahlreiche Haupt- und Nebenrollen. Er trat dort u. a. in der Titelrolle von Timm Thaler (2009–2015), als Kai in Die Schneekönigin (2010; in dieser Rolle ebenfalls von 2013 bis 2015 in einer Neuinszenierung), Pitt in Irrungen, Wirrungen (Spielzeit 2010/11), Marcell in Frau Jenny Treibel (Spielzeit 2010/11), Siegmund in Der Sandmann (2011), Dr. Livesey in Die Schatzinsel (Spielzeit 2013/14), Olivier in Das Fräulein von Scuderi (Spielzeit 2013/14) und als Balthasar in Klein Zaches, genannt Zinnober (2013–2015) auf.
Von der Premiere im Jahre 2011 bis 2015 spielte Langer am Theater an der Parkaue die Rolle des Kasperl in der Kindertheaterproduktion Radau! nach dem Hörspiel Radau um Kasperl von Walter Benjamin. Die Produktion mit Langer in der Hauptrolle wurde 2011 mit dem IKARUS-Preis als beste Inszenierung für Kinder ausgezeichnet. Am Theater an der Parkaue spielte er außerdem in dem Soloabend SOFTGUN.
In der Spielzeit 2015/16 gastierte er an der Deutschen Oper Berlin in der Musiktheater-Produktion für Kinder Die Irrfahrten des Odysseus.
Ab 2001 übernahm Langer auch Rollen bei Film und Fernsehen. Sein Fernsehdebüt hatte er im Januar 2003 mit einer Episodenhauptrolle in der Kinderserie Die Pfefferkörner. Es folgten Episodenrollen in den Fernsehserien  Die Kinder vom Alstertal, Die Rettungsflieger (Erstausstrahlung jeweils 2004) und 112 – Sie retten dein Leben (2009).
In der ZDF-Dokureihe Frauen, die Geschichte machten war er 2013 an der Seite von Liv Lisa Fries (als Sophie Scholl) als Widerstandskämpfer Hans Scholl zu sehen.
In der ZDF-Krimiserie SOKO Leipzig hatte er 2015 eine Episodenrolle; er spielte den Schauspielstudenten Malte. Im Januar 2016 war Langer in der ZDF-Krimiserie SOKO Wismar in einer Episodenhauptrolle zu sehen. Er spielte den Agraringenieur Christof Gödecke, den Sohn eines Bio-Bauern. In der 9. Staffel der ZDF-Krimiserie Die Chefin (Erstausstrahlung ab August 2018) hatte er eine Episodenrolle als Ben Bartels; er verkörperte einen ehemaligen Polizeibeamten, der mit Trickbetrügern aus der Polizei gemeinsame Sache macht. In der 15. Staffel der ZDF-Krimiserie Notruf Hafenkante (2020) übernahm Langer eine der Episodenrollen als Drogendealer Jack Engel. Seit Oktober 2021 ist er in der Rolle des Kommissars Moritz Brenner in der ZDF-Serie SOKO Leipzig zu sehen.
Langer wirkte außerdem in mehreren Kurzfilmen, Kurzspielfilmen, Hochschulfilmen und Werbefilmen (u. a. DKV, Ferrero) mit. Er arbeitet auch als Sprecher für Dokumentarfilme, Hörspiele und in der Rundfunkwerbung.
Johannes Hendrik Langer lebt in Leipzig.

## Filmografie (Auswahl)
- 2001: Die Pfefferkörner (Fernsehserie, Folge: Hetzjagd)
- 2004: Napola – Elite für den Führer (Kinofilm)
- 2004: Die Kinder vom Alstertal (Fernsehserie, Folge: Moritz und die Delfine)
- 2004: Die Rettungsflieger (Fernsehserie; Folge: Fünftes Rad am Wagen)
- 2006: Nichts (Kurzspielfilm)
- 2009: 112 – Sie retten dein Leben (Fernsehserie, Folge: Faust in der Tasche)
- 2011: Vertrauen (Kurzspielfilm)
- 2013: Das Adlon. Eine Familiensaga (Fernsehmehrteiler; 2. Teil)
- 2013: Frauen, die Geschichte machten (Dokureihe)
- 2013: Always Greener (Kurzspielfilm)
- 2015: SOKO Leipzig (Fernsehserie; Folge: Sein oder Nichtsein)
- 2016: SOKO Wismar (Fernsehserie; Folge: Rote Erna)
- 2017: Gute Zeiten, schlechte Zeiten (Fernsehserie)
- 2018: Die Chefin (Fernsehserie; Folge: Guter Bulle, böser Bulle)
- 2019: Letzte Spur Berlin (Fernsehserie, Seriennebenrolle)
- 2020: Notruf Hafenkante (Fernsehserie; Folge: Im Rausch)
- seit 2021: SOKO Leipzig (Fernsehserie, Serienhauptrolle)